# Modern felhasználói felület
A Modern felhasználói felület (Modern User Interface, röviden Modern UI) a Microsoft vállalat Windows 8 operációs rendszerének érintőképernyős használatra tervezett kezelőfelülete.

## A kezdetek: a Metro design nyelv
A Microsoft a 2010-ben kiadott, érintőképernyős telefonokra tervezett Windows Phone 7 operációs rendszere elkészítéséhez egy új design nyelvet fejlesztett ki, melynek a Metro kódnevet adta. A Metro stílusú kezelőfelület tulajdonságai:
- az alkalmazások tartalmára összpontosít, ezért inkább a tipográfiára (a szövegek esztétikus, jól olvasható megjelenítésére) alapoz, a grafikára kevésbé;
- a korábbi Windows verziókban megszokott vizuális effektusok (árnyékok és egyéb térbeli hatások) helyett egyszerű grafika, minimális színhasználat, és lapos, kétdimenziós, egyszínű elemekből felépített felület;
- a leegyszerűsített grafikus felület célja, hogy az operációs rendszer és a telepített alkalmazások működése kisebb teljesítményű gépeken is gyors legyen;
- használata érintőképernyős eszközökön előnyös, egérvezérelt asztali gépeknél kevésbé.

## Névváltoztatás: Metro helyett Modern
Miután 2012 augusztusában a Microsoft-ot a Metro AG németországi cég jogi eljárással fenyegette az általuk levédett "Metro" névjegy használatáért, a redmondi vállalat felszólította alkalmazottjait, hogy ne használják a "Metro" kifejezést; helyette az új design szerint dolgozó szoftverfejlesztőknek a "Modern" elnevezés használatát javasolta. Bár a Microsoft a felhasználói marketing anyagokban a "Metro" helyett a "Windows 8" kifejezés használatát tervezte, és a felhasználói felületre "Windows 8-stílusú kezelőfelület"-ként (Windows 8 Style User Interface) hivatkozott, a kezelőfelületet a szakirodalomban és számos egyéb hivatkozásban továbbra is gyakran Metro UI-nek nevezik.

## A Modern kezelőfelület a Windows 8-ban
A Microsoft a Modern felületet az érintőképernyős telefonok számára tervezett Windows Phone 7 operációs rendszer után 2012-ben a Windows 8-ban is bevezette.
A Windows 8 elindulását követően a felhasználót nem a korábbi verziókból megszokott asztal (desktop), hanem a kezdőképernyő (start screen) fogadja, melyen a Start felirat alatt a felület nagy részét különböző méretű és színű, téglalap és négyzet alakú élő csempe (live tile) fedi. A csempék tulajdonképpen linkek (hivatkozások), melyek többnyire alkalmazásokra (programokra) mutatnak, vagyis egy csempére kattintva általában egy alkalmazást indíthatunk el. Egyes csempék azonban különféle funkciókat is előhívhatnak, vagy megjeleníthetnek olyan egyéni adatokat, mint például posta, kapcsolatok, weboldalak, fényképek, hírek.
A felhasználók a csempéket átrendezhetik, letörölhetik, s újabb csempéket is megjeleníthetnek. A rendszer a csempék tartalmát valós időben frissíti, aktualizálja: például egy postafiók csempéje az el nem olvasott levelek számát mutatja folyamatosan, egy másik csempe pedig élőben mutatja az időjárást és hőmérsékletet — innen az élő csempe elnevezés.

## Fogadtatása a Windows 8-ban
A Modern kezelőfelület bevezetése a Windows 8 operációs rendszerbe vegyes reakciókat váltott ki a felhasználókból. Egyesek üdvözölték az új felületet, kiemelve, hogy az új Windows verzió a Modern kezelőfelületnek köszönhetően mostantól érintőképernyős eszközökön is kiválóan használható. A pozitív kritikák között az is elhangzott, hogy a Windows 8 a leegyszerűsített grafika következtében gyorsabban bootol és működik, mint két közvetlen elődje, a Windows Vista és a Windows 7.
Azon felhasználók részéről azonban, akik a Windows 8-at nem érintőképernyős eszközökön próbálták ki, a Modern felület és vele együtt az új rendszer kedvezőtlenebb fogadtatásra talált. A leggyakrabban megfogalmazott kritika a Start gomb és Start menü elhagyását illette, de sok felhasználó hiányolta azt is, hogy a Windows 8 nem tartalmazza és nem is teszi lehetővé a tetszetős asztali Aero vizuális téma használatát. A Microsoft az új rendszer kedvezőtlen fogadtatása miatt a PC-gyártóktól is több kritikát is kapott.